# Матеєвецька сільська рада
Матеєве́цька сільська́ ра́да — адміністративно-територіальна одиниця та орган місцевого самоврядування в Коломийському районі Івано-Франківської області. Адміністративний центр — село Матеївці.

## Загальні відомості
Матеєвецька сільська рада утворена в 1940 році.
- Територія ради: 16,53 км²
- Населення ради: 1742 особи (станом на 2001 рік)
- Територією ради протікають річки: Прут, Косачів, Млинівка, Рутка, Вільховець

## Населені пункти
Сільській раді підпорядковані населені пункти:
| Населений пункт | Населення (2001) | Площа (км²) |
| --------------- | ---------------- | ----------- |
| с. Матеївці     | 1077             | 9,76        |
| с. Перерив      | 665              | 6,77        |

## Склад ради
Рада складається з 14 депутатів та голови.
- Голова ради: Шупяк Роман Романович
- Секретар ради: Томенчук Любов Миколаївна

### Керівний склад ради
| Прізвище, ім'я, по батькові | Основні відомості                                                  | Дата обрання | Дата звільнення |
| --------------------------- | ------------------------------------------------------------------ | ------------ | --------------- |
| Дранчук Дарія Михайлівна    | Сільський голова, 1958 року народження, позапартійна               | 26.03.2006   | 31.10.2010      |
| Гуменюк Ніна Адамівна       | Сільський голова, освіта вища, позапартійна                        | 31.10.2010   | 25.10.2015      |
| Шупяк Роман Романович       | Сільський голова, 1986 року народження, освіта вища, позапартійний | 25.10.2015   |                 |

Примітка: таблиця складена за даними сайту Верховної Ради України та ЦВК

### Депутати VII скликання
За результатами місцевих виборів 2015 року депутатами ради стали:

#### За суб'єктами висування
| Суб'єкт висування | Кількість обраних депутатів | %      |
| ----------------- | --------------------------- | ------ |
| Самовисування     | 14                          | 100.00 |

#### За округами
| № округу | Прізвище, ім'я, по батькові    | Ким висунуто  | Дата нар.  | Освіта              | Партійна приналежність | Відомості                                        |
| -------- | ------------------------------ | ------------- | ---------- | ------------------- | ---------------------- | ------------------------------------------------ |
| 1        | Стефанишин Віталій Ярославович | Самовисування | 10.09.1981 | загальна середня    | безпартійний           | Приватний підприємець, керівник                  |
| 2        | Чорнюк Іванна Мирославівна     | Самовисування | 07.07.1978 | вища                | безпартійна            | Матеївецька ЗОШ І-ІІ ст.., вчитель               |
| 3        | Юращук Михайло Васильович      | Самовисування | 29.04.1979 | вища                | безпартійний           | ТзОВ «Західзем», головний інженер-землевпорядник |
| 4        | Книшук Марія Василівна         | Самовисування | 02.11.1987 | вища                | безпартійна            | Приватний підприємець, керівник                  |
| 5        | Поляк Наталія Іванівна         | Самовисування | 03.05.1975 | вища                | безпартійна            | ДНЗ «Ромашка», завідувач                         |
| 6        | Загорняк Петро Миколайович     | Самовисування | 10.07.1982 | професійно-технічна | безпартійний           | ДПРЧ № 7, старший пожежний рятувальник           |
| 7        | Гуменюк Степанія Іванівна      | Самовисування | 03.05.1955 | професійно-технічна | безпартійна            | пенсіонерка                                      |
| 8        | Григор'єва Наталія Михайлівна  | Самовисування | 05.10.1981 | вища                | безпартійна            | НВКс. Замулинці, психолог                        |
| 9        | Дмитерко Іван Іванович         | Самовисування | 07.06.1979 | вища                | безпартійний           | Не працює                                        |
| 10       | Кобринович Василь Степанович   | Самовисування | 19.02.1982 | вища                | безпартійний           | ТзОВ «Прут-Генетик», головний ветлікар           |
| 11       | Данищук Любов Василівна        | Самовисування | 25.11.1974 | вища                | безпартійна            | Приватний підприємець, пекар                     |
| 12       | Ремба Любомир Васильович       | Самовисування | 25.10.1977 | загальна середня    | безпартійний           | ТзОВ «Дік», завгосп                              |
| 13       | Томенчук Любов Миколаївна      | Самовисування | 30.07.1964 | професійно-технічна | безпартійна            | Матеївецька с/радв, секретар                     |
| 14       | Рачук Сергій Орестович         | Самовисування | 01.09.1961 | загальна середня    | безпартійний           | Не працює                                        |

## Історія і сучасність
Матеєве́цька сільська́ ра́да розташована за 9 км на схід від м. Коломиї на лівому березі річки Прут.
Через село Матеївці проходить автомагістраль та залізниця Коломия-Чернівці. В селі Матеївці налічується 302 двори, в яких проживає 1019 осіб (? 2011). Існує переказ, що назва села походить від власного імені Матій, який мабуть, і був першим поселенцем села. Перша письмова згадка про Матеївці, як і інші приміські села, датується 1405 роком. В 1886 році в селі була заснована школа.
У селі Перерив є 221 двір, в яких проживають 631 особа(? 2011). Першими його поселенцями, ймовірно були нащадки трипільців, що проживали на горі Корнів за 2 км від села. Коли після катастрофічного паводку річка Прут змінила своє русло і стала протікати на 1 км північніше, перервавши село, ту частину, яка була на лівому березі стали називати Перерив. Така версія походження села. Перша письмова згадка про село датується 1443 роком.
На території сільської ради розташовані:
- Матеєвецька ЗОШ І-ІІ ст.
- Філія Матеєвецької ЗОШ І-ІІ ст. Переривська початкова школа.
- Амбулаторія загальної практики сімейної медицини.
- Фельдшерсько-акушерський пункт.
- Дошкільний навчальний заклад (дитячий садок) «Ромашка».
- Будинок культури.
- Народний дім

Пам'ятними місцями на території сільської ради є:
- Українська Автокефальна Православна церква «Покрови Пресвятої Богородиці» збудована в 1823 році — пам'ятка архітектури місцевого значення;
- Українська Греко-Католицька Церква «Собору Пресвятої Богородиці»
- Українська Греко-Католицька Церква «Різдва Пресвятої Богородиці»
- кам'яний хрест на честь скасування панщини в 1848 році;
- п'ять каплиць;
- дві символічні могили борцям за волю України;
- пам'ятник односельцям, які загинули в роки Другої світової війни.